# آليسون دي فورج
آليسون دي فورج (بالإنجليزية: Alison Des Forges)‏ (20 أغسطس 1942 - 12 فبراير 2009 ) كانت مؤرخة أمريكية و ناشطة في حقوق الإنسان متخصصة في منطقة البحيرات العظمى الأفريقية، وخاصة الإبادة الجماعية في رواندا عام 1994. في وقت وفاتها ، كانت مستشارة بارزة للقارة الأفريقية في هيومن رايتس ووتش.